# The Babysitters Circus
The Babysitter Circus, kurz TBC oder T*B*C, war eine vierköpfige neuseeländische Band, die 2010 mit dem Song Everything’s Gonna Be Alright in ihrer Heimat erfolgreich waren. 

## Hintergrund
Der Babysitter Circus war ein gemeinsames Projekt von Jason Kerrison und Tim Skedden, die Gründungsmitglieder von OpShop waren, dem Rapper Jamie Greenslade, bekannt als Maitreya, und dem Sänger Selwyn Leaf. Die Band verschrieb sich der elektronischen Dance-Musik und hatte Ende 2011 mit ihrem Song Everything’s Gonna Be Alright einen Top-10-Erfolg in den heimischen Charts.
Im März 2012 wählte der niederländische Radiosender Radio 538 für die Benefizaktion 538 voor War Child das Lied für Flashmob-Werbeaktionen im ganzen Land aus, zu dem zufällig zusammengerufene Leute nach einer vorgegebenen Choreografie tanzten. Daraufhin trat das Lied auch in die niederländischen Charts ein.
Von Babysitters Circus gab es danach noch zwei weitere Veröffentlichungen ohne öffentliche Wirkung, dann löste sich das Projekt wieder auf.

## Diskografie
Lieder
- Aliens to Deal With (2011)
- Everything’s Gonna Be Alright (2011)
- No More (2012)
- Mondays (2013)